# نقشه انتقال به سرخ کهکشانی ۲دی‌اف

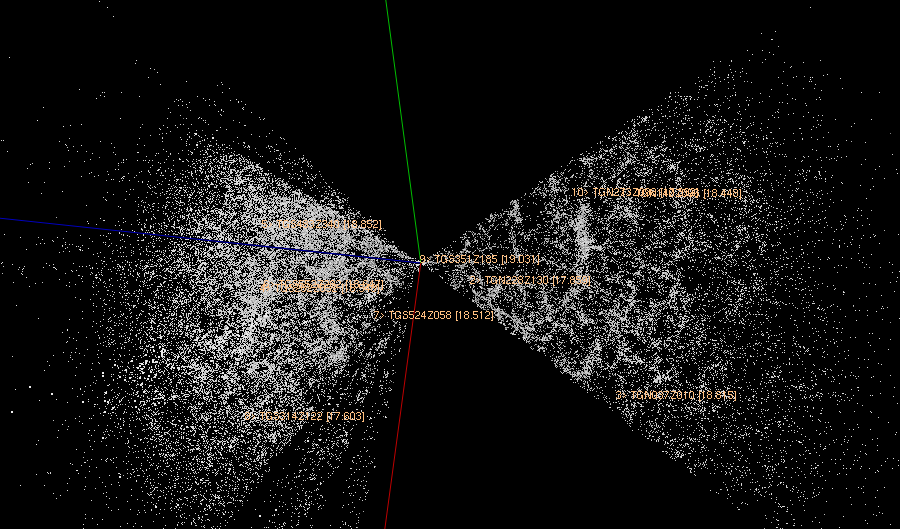
نقشه اطلاعاتی پردازش شده انتقال به سرخ کهکشانی 2 دی اف. نرم افزار استرویس چهار بخشی از یک پروژه هستی ساخته شده.

در اخترشناسی، نقشه انتقال به سرخ کهکشانی میدان ۲ درجه (به انگلیسی: (Two-degree-Field Galaxy Redshift Survey) که به اختصار به صورت 2dF و 2dFGRS نیز نمایش داده می‌شود، یک نقشه‌برداری انتقال به سرخ است که توسط رصدخانه نجومی استرالیا(AAO) در طی سالهای بین ۱۹۹۷ تا ۱۱ آوریل ۲۰۰۲ تهیه شد.
داده‌های این نقشه‌برداری در ۳۰ ژوئن ۲۰۰۳ در دسترس همگان قرار گرفت.